# マイティ (エリトリア)
マイティ（Mai-ti）は、エリトリア・デブバウィ・ケイバハリ地方南東部の村で、南デンカリア地区に属する。北緯13度00分、東経42度13分。標高364m。ビーデの24.8km北、メカイカの42.7km東に位置する。南にはエチオピア国境がある。